# Ганс Яна
Ганс Яна (18 липня 1952 , Таубербішофсгайм, Баден-Вюртемберг ) — німецький фехтувальник на шпагах, срібний призер Олімпійських ігор 1976 року.

## Виступи на Олімпіадах
| Олімпіада     | Дисципліна     | Місце |
| ------------- | -------------- | ----- |
| Монреаль 1976 | командна шпага | 2     |